# Zaldibia
Zaldibia község Spanyolországban, Gipuzkoa tartományban. Zaldibia Altzaga, Lazkao, Ordizia, Arama, Gaintza, Abaltzisketa és Ataun községekkel határos. Lakosainak száma 1740 fő (2024).

## Népesség
A település népessége az utóbbi években az alábbiak szerint változott:
| Lakosok száma | 1508 | 1481 | 1446 | 1525 | 1517 | 1558 | 1575 | 1613 | 1636 | 1740 |
|               | 2001 | 2004 | 2006 | 2009 | 2011 | 2014 | 2016 | 2019 | 2021 | 2024 |